# Diocese de Nellore
A Diocese de Nellore (Latim:Dioecesis Nellorensis) é uma diocese localizada no município de Nellore, no estado de Andra Pradexe, pertencente a Arquidiocese de Visakhapatnam na Índia. Foi fundada em 3 de julho de 1928 pelo Papa Pio XI. Com uma população católica de 88.900 habitantes, sendo 1,4% da população total, possui 85 paróquias com dados de 2020.

## História
Em 3 de julho de 1928 o Papa Pio XI cria a Diocese de Nellore através do território da Arquidiocese de Meliapore. Em 1940 a diocese de Nellore perde território para a formação da Diocese de Guntur. Em 1967 perde novamente território para a formação da Diocese de Kurnool. Por fim em 1976 perde território para a formação da Diocese de Cuddapah.

## Lista de bispos
A seguir uma lista de bispos desde a criação da diocese em 1928.
|                           | Nome                       | Período      | Notas            |
| Bispos                    | Bispos                     | Bispos       | Bispos           |
| ------------------------- | -------------------------- | ------------ | ---------------- |
| 4º                        | Doraboina Moses Prakasam   | 2006 - atual |                  |
| 3º                        | Pudhota Chinniah Balaswamy | 1973 - 2006  |                  |
| 2º                        | Bala Shoury Thumma         | 1970 - 1973  |                  |
| 1º                        | William Bouter, M.H.M.     | 1929 - 1970  | Faleceu no cargo |
| Bispo coadjutor           |                            |              |                  |
|                           | Anthony Das Pilli          | 2024-        | Atual            |
| Administradore apostólico |                            |              |                  |
| 1º                        | Prakash Mallavarapup       | 2005 - 2006  |                  |